# Coprosma rubra
Coprosma rubra är en måreväxtart som beskrevs av Donald Petrie. Coprosma rubra ingår i släktet Coprosma och familjen måreväxter. Inga underarter finns listade i Catalogue of Life.